# Puck (Kipling)
Puck es un personaje de Rudyard Kipling, heredero directo del Puck shakespeariano. El autor lo introduce por primera vez en su obra Puck of Pook's Hill (es español: Puck de la colina de Pook) (1906) donde se aparece a dos niños, Dan y Una, que ensayan una adaptación infantil de la obra de William Shakespeare, El sueño de una noche de verano. En ese y otros cuentos posteriores, introduce a los niños en el mundo mágico de hadas y duendes.